# Brain Dead (italienische Band)
Brain Dead ist eine italienische Thrash-Metal-Band aus Ivrea, die im Jahr 2000 gegründet wurde.

## Geschichte
Die Band wurde im Mai 2000 von dem Sänger Felix Liuni und dem Gitarristen Daniele Vitello gegründet. Die Besetzung wurde kurze Zeit später durch den Bassisten Haron Zorzi und den Schlagzeuger Daniel Giovanetto ergänzt. Brain Dead benannte sich nach dem gleichnamigen Lied von Exodus. Ein erstes Demo erschien daraufhin im September 2001 unter dem Namen Rage of Thrash, dem sich im März 2003 Double Face anschloss. Die Gruppe gewann einen nationalen Wettbewerb, wodurch es ihr möglich war am Gods of Metal Festival teilzunehmen. Im November 2008 unterzeichnete sie einen Plattenvertrag bei Punishment 18 Records, worüber 2009 das Album In the Deep of Vortex erschien. Die Band nahm im selben Jahr am Hellbrigade Festival und dem Zone Festival in Tavagnasco teil. Nachdem sie auf dem Metal Thrashing Mad Festival gespielt hatte, begann die Band mit den Arbeiten zu ihrem zweiten Album. Im Sommer 2012 ersetzt Davide Ricca den Gitarristen Danilo Bonuso, woraufhin Ricca mit an den neuen Songs arbeitete. Im April des Folgejahres verließ Zorzi die Besetzung aus persönlichen Gründen, dessen Platz im Mai mit Alberto Rossetti wieder besetzt war. Daraufhin wurde das Album mit dem Produzenten Carlo „Fajo“ Girardi aufgenommen. Der Tonträger erschien 2013 mit dem Titel Menance from the Sickness bei Punishment 18 Records.

## Stil
Reini von stormbringer.at ordnete die Band in seiner Rezension zu In the Deep of Vortex dem Thrash Metal zu und merkte an, dass sich das Album stilistisch nicht von den beiden vorherigen Demos unterscheidet. Die Gruppe orientiere sich dabei am Old-School-Thrash-Metal, den sie meistens im mittleren Geschwindigkeitsbereich mit einem starken Fokus auf den Groove spiele. Dadurch erhielten die Songs einen lethargischen Charakter, wobei die Songs sich stark ähneln würden, was auch durch den sonoren Gesang bewirkt werde. Reinier de Vries von powerofmetal.dk fand in seiner Rezension zu Menance from the Sickness, dass die Gruppe Thrash-Metal-Bands der San Francisco Bay Area, vor allem Exodus, beeinflusst worden sei. Der Anfang des Liedes Another Way  lasse außerdem starke Züge von Metallicas For Whom the Bell Tolls erkennen.

## Diskografie
- 2001: Rage of Thrash (Demo, Eigenveröffentlichung)
- 2003: Double Face (Demo, Eigenveröffentlichung)
- 2009: In the Deep of Vortex (Album, Punishment 18 Records)
- 2013: Pay for a Better Life (Single, Eigenveröffentlichung)
- 2013: Menance from the Sickness (Album, Punishment 18 Records)